# Croix de chemin de Frais
La Croix de chemin de Frais est une croix située sur la commune de Frais dans le département français du Territoire de Belfort.

## Localisation
La croix est située au nord du village, en bordure de la route départementale 11.

## Histoire
La croix date de 1760. 
La croix est classée au titre des monuments historiques depuis le 28 avril 1980.